# Tetragnatha conica
Tetragnatha conica är en spindelart som beskrevs av Grube 1861. Tetragnatha conica ingår i släktet sträckkäkspindlar, och familjen käkspindlar. Inga underarter finns listade i Catalogue of Life.